# Venø Færgen
Venø Færgen ist eine dänische Fähre, die die im Limfjord liegende Fährstrecke Kleppen–Venø befährt. Die durch Venø Færgefart betriebene Fährverbindung von der Insel Venø zum Festland ist mit 266 m Länge die kürzeste Autofährstrecke Dänemarks.

## Geschichte
Das Schiff wurde am 28. Januar 2009 bei der Hvide Sande Skibs- og Bådebyggeri A/S unter der Baunummer 122 in Hvide Sande bestellt und am 1. September 2010 in Betrieb genommen.

## Technische Daten
Die Fähre kann bis zu 75 Fahrgäste und 12 Personenwagen befördern.
2016 wurde die Fähre mit 42 Akkumulatoren ausgestattet, die es ermöglichen, nahezu die gesamten elektrischen Einrichtungen der Fähre zu betreiben. Die Akkumulatoren werden im Hafen aufgeladen. Die Hilfsgeneratoren auf dem Schiff werden seither nur noch in Spitzenzeiten benötigt.
Wenn die Erneuerung der Hauptmotoren notwendig werden wird, ist geplant, diese durch Elektromotoren zu ersetzen.